# Astacilla estherae
Astacilla estherae là một loài chân đều trong họ Arcturidae. Loài này được Rodríguez-Sánchez & Junoy miêu tả khoa học năm 2002.